# Victor Rădulescu-Pogoneanu
Victor I. Rădulescu-Pogoneanu (n. 21 septembrie 1910, București – d. 10 martie 1962, Penitenciarul Văcărești) a fost un diplomat român. El a participat la inițierea negocierilor pentru a scoate România din alianța cu Germania Nazistă în timpul celui de-al Doilea Război Mondial. Fiind un adversar al Partidului Comunist Român, a fost arestat cu puțin timp înainte de instituirea regimului comunist în România și a fost deținut timp de cincisprezece ani, murind în închisoare ca urmare a tratamentului primit acolo.

## Biografie

### Formarea profesională
S-a născut la București într-o familie din clasa superioară, tatăl său, Ion, fiind profesor universitar și susținător politic al lui Titu Maiorescu, în timp ce mama lui, Elena, a condus Școala Centrală de Fete înainte de 1939. Fratele său a fost, de asemenea, un distins diplomat, în timp ce sora lui, Anina (1902-1994), a jucat un rol activ în comunitatea emigranților români din Paris în timpul epocii comuniste. El a obținut licențe universitare în drept, filosofie și sociologie înainte de a fi angajat în Ministerul de Externe în 1934 în ciuda faptului că suferea de o paralizie avansată a părții de jos a corpului său. El a fost repartizat la Direcțiunea presei și a informațiilor.

### Activitatea din timpul celui de-al Doilea Război Mondial
În timpul celui de-al Doilea Război Mondial, în timp ce era angajat în cadrul ministerului, a luat parte alături de Camil Demetrescu și Grigore Niculescu-Buzești la inițierea negocierilor secrete cu Aliații. Obiectivul lor a fost scoaterea României din alianța cu Puterile Axei, precum și o conspirație împotriva dictatorului Ion Antonescu, care a culminat cu Lovitura de stat a regelui Mihai din august 1944. A fost numit prin decizia ministerială nr. 115.521 din 21 septembrie 1944 în funcția de director al cabinetului și al cifrului, fiind delegat de la 22 septembrie 1944, prin decizia nr. 115.522 din 22 septembrie 1944, cu conducerea Direcțiunii presei și a informațiilor din Ministerul Afacerilor Străine. Mai mult decât atât, în calitate de director al cabinetului ministerial și al direcției cifrului, a jucat un rol important atât în timpul războiului cât și după război în informarea factorilor de decizie ai țării. A furnizat informații, de asemenea, ambasadelor occidentale la București, anunțându-i de pericolul iminent al preluării puterii de către comuniști și a trimis în străinătate documente care au demonstrat dominația economică și jaful practicat de ocupanții sovietici ai României. El a fost demis din cadrul ministerului în 1946.

### Arestarea și detenția
În calitate de membru al Partidului Național-Țărănesc, l-a ajutat pe liderul său, Iuliu Maniu, să aibă legături cu diplomații străini în timpul războiului. Rădulescu-Pogoneanu a fost arestat în august 1947, în urma Înscenării de la Tămădău care a dus la persecutarea mai multor membri ai partidului. A fost judecat alături de Maniu și de alți patru lideri politici și condamnat în noiembrie 1947 la pedeapsa de 25 de ani de închisoare pentru conspirație și trădare, cu un adaos de 55 de ani pentru alte trei acuzații. Potrivit unei relatări, fiind acuzat de complicitate cu „trădătorii din străinătate”, el a răspuns că nu li s-a alăturat numai pentru că s-a temut că starea lui precară de sănătate „ar putea fi un impediment în activitatea lor”. El a trecut prin închisorile de la Malmaison, Galați, Sighet, Râmnicu Sărat și Văcărești. A fost deținut aproape patru ani, la Galați, după care a fost transferat la Sighet.
În timp ce se afla la Sighet, unde a fost ținut în principal  izolat de ceilalți deținuți, s-a constatat în urma unei examinări medicale că suferea de mai multe boli fizice, inclusiv paraplegie spastică, hipoestezie și disfuncția sfincterului Oddi. Ajuns apoi la Râmnicu Sărat în urma închiderii penitenciarului Sighet în 1955, el a fost imobilizat la pat în celula lui. În mai 1956 a solicitat efectuarea unui nou consult medical, iar autoritățile din penitenciar au refuzat, semnalând o „atitudine dușmănoasă” a lui față de conducerea și personalul penitenciarului din cauza plângerilor repetate cu privire la tratamentul său inuman. Neputând să se ridice din pat atunci când i s-a ordonat, el a fost bătut de directorul închisorii, Alexandru Vișinescu, și de ceilalți gardieni. În toamna anului 1961, când era deja prea târziu pentru a i se mai putea salva viața, a fost transferat la spitalul închisorii Văcărești, unde a murit în luna martie a anului următor.
Potrivit lui Neagu Djuvara, sociologul procomunist Mihai Ralea i-a sugerat lui Rădulescu-Pogoneanu să fie „mai suplu” cu administrația închisorii. Interlocutorul său ar fi răspuns, potrivit surselor: „nici sănătatea, nici viața mea nu sunt de vânzare…”. Soția lui, Cici, a fost arestată la scurt timp după Victor și trimisă la închisoare pentru șase luni, începând din decembrie 1947, pentru faptul că nu ar fi denunțat autorităților activitățile soțului ei. Arestată din nou în 1952, a fost interogată despre legăturile soțului ei cu Lucrețiu Pătrășcanu. Doi ani mai târziu, ea a mărturisit în cele din urmă la procesul spectacol al lui Pătrășcanu că cei doi bărbați au purtat negocieri între guvern și opoziție în timpul „grevei regale” a regelui Mihai, fapt care a fost folosit pentru a-l acuza de conspirație pe Pătrășcanu.